# Tom na farmě
Tom na farmě (v originále Tom à la ferme) je kanadsko-francouzský hraný film z roku 2013, který režíroval Xavier Dolan podle vlastního scénáře. Film byl natočen podle stejnojmenné divadelní hry o mladíkovi, který jede na pohřeb svého milence. Snímek měl světovou premiéru na Benátském filmovém festivalu 2. září 2013, kde získal cenu kritiků FIPRESCI. V Česku byl uveden v roce 2014 na filmové festivalu Mezipatra.

## Děj
Tom pracuje v Montréalu jako reklamní textař a přijíždí na venkovskou farmu v Québecu, aby se zúčastnil pohřbu svého milence Guillauma, který zahynul při autonehodě. Na farmě žije Guillaumova matka Agathe a starší bratr Francis. Tom se až na místě dozvídá, že matka neví nic o jejich vztahu a Francis nutí Toma, aby udržoval v matce přesvědčení, že Guillaume měl v Montréalu dívku Saru. Tom zůstává nedobrovolně na farmě i po pohřbu a postupně odkrývá rodinná tajemství.

## Obsazení
| Xavier Dolan         | Tomas (Tom) Podowski |
| Pierre-Yves Cardinal | Francis Longchamp    |
| Lise Roy             | Agathe Longchamp     |
| Évelyne Brochu       | Sara                 |
| Manuel Tadros        | barman               |
| Jacques Lavallée     | kněz                 |
| Anne Caron           | doktorka             |

## Ocenění
- Benátský filmový festival – cena kritiků FIPRESCI
- Festival 2 Valenciennes – cena pro nejlepší herce (Xavier Dolan, Pierre-Yves Cardinal), cena kritiky
- Vancouver Film Critics Circle – cena pro nejlepší herečku ve vedlejší roli (Lise Roy)
- Prix Jutra – film s největším úspěchem mimo Québec
- Prix Écrans canadiens – devět nominací včetně kategorií nejlepší film a nejlepší režie